# Annie na Minha Mente: a Descoberta do Amor
Annie na Minha Mente é um romance publicado em 1982 por Nancy Garden sobre o relacionamento romântico entre duas garotas de 17 anos de Nova York, Annie e Liza.

## Personagens
Liza Winthrop: A protagonista e narradora do romance, Liza é uma jovem de 17 anos que mora no bairro nobre de Brooklyn Heights . Ela, junto com o irmão mais novo, Chad, frequenta a Foster Academy, uma escola particular da região, que enfrenta dificuldades financeiras, e é presidente do conselho estudantil. Ela deseja desesperadamente se tornar uma arquiteta no MIT, assim como seu pai, que é engenheiro e estudou lá.
Annie Kenyon: Annie, também de 17 anos, mora "bem no centro", em um bairro decadente. Ela vive com o pai e a avó, ambos imigrantes italianos, e a mãe americana. Ela adora plantas, é uma ótima cantora e sente falta da casa que morava em San Francisco quando era menor.
Sra. Isabelle Stevenson: A Sra. Stevenson é professora de arte de Liza na Foster Academy que está muito envolvida nas atividades extracurriculares da escola e mora com sua colega professora, Sra. Widmer, que na verdade é sua parceira.
Sra. Katherine Widmer: A Sra. Widmer é professora de inglês de Liza, inspira e cuida de seus alunos e mora com a Sra. Stevenson (que é secretamente sua parceira).
Sally Jarrell: Sally estuda na Academia Foster e é amiga íntima de Liza. Ela e seu namorado, Walt, que também frequenta a escola, tornam-se os líderes estudantis da iniciativa para amenizar as dificuldades financeiras da Academia Foster.
Sra. Poindexter: A Sra. Poindexter é a diretora conservadora e tradicional da Academia Foster.

## Resumo do enredo
Liza Winthrop conhece Annie Kenyon pela primeira vez no Metropolitan Museum of Art em um dia chuvoso. As duas rapidamente se tornam amigas próximas, apesar de terem origens e níveis de auto confiança diferentes.
Liza é presidente do grêmio estudantil de sua escola particular, a Foster Academy, onde se esforça para entrar no MIT e se tornar arquiteta. Ela mora com os pais e o irmão mais novo no bairro nobre de Brooklyn Heights, onde a maioria dos moradores são profissionais liberais. Na escola, Liza não consegue impedir que sua amiga e colega de classe, Sally Jarrell, administre um negócio amador de furação de piercings no porão da escola, o que resulta em Liza e Sally sendo repreendidas pela diretora, Sra. Poindexter.
Annie frequenta uma escola pública e mora com os pais — uma contadora e um taxista — e a avó em uma área de baixa renda de Manhattan. Apesar de não saber se será aceita, Annie espera estudar na Universidade da Califórnia, Berkeley para desenvolver seu talento como cantora.
Apesar de suas origens e objetivos de vida diferentes, as duas meninas têm uma amizade próxima que rapidamente se transforma em amor. A escola de Liza está lutando para se manter aberta, e ela se vê defendendo Sally em um julgamento escolar perante o grêmio estudantil. Isso resulta em uma suspensão de três dias para Liza e acaba aproximando Liza e Annie, enquanto ambas enfrentam os desafios que muitos estudantes do ensino médio enfrentam.
A suspensão, que coincidiu com o feriado de Ação de Graças, dá às meninas tempo para se aproximarem ainda mais, o que leva ao primeiro beijo. Annie admite que já se perguntou se ela poderia ser lésbica. Liza logo percebe que, embora sempre tenha se sentido diferente, não havia considerado sua orientação sexual até se apaixonar por Annie.
Durante as férias de primavera, quando duas das professoras de Liza que moram juntas, a Sra. Stevenson e a Sra. Widmer, saem de férias, Liza se voluntaria para cuidar da casa delas e alimentar seus gatos. As duas meninas ficam na casa juntas, mas, em uma reviravolta inesperada, um administrador da Academia Foster flagra Liza e Annie. Liza é forçada a contar para a família sobre seu relacionamento com Annie e a Sra. Poindexter organiza uma reunião do conselho de administração da escola para expulsá-la. O conselho decide a favor da permanência de Liza na Foster, permitindo que ela mantenha seu cargo de presidente estudantil. No entanto, a Sra. Stevenson e a Sra. Widmer são demitidas ao descobrirem que elas são lésbicas durante o processo devido ao falso testemunho de Sally sobre a influência delas sobre Liza. Após o choque inicial ao descobrirem as meninas juntas, as professoras as apoiam e fazem de tudo para tranquilizar Liza para que ela não se preocupe com a demissão delas. No entanto, as reações de sua família e de seus colegas levam Liza a terminar com Annie.
As meninas seguem os  seus caminhos para faculdades em lados opostos do país. Em um final feliz, na faculdade Liza analisa novamente seu relacionamento e passa a aceitar sua orientação sexual, permitindo que as duas se reencontrem.
O livro é narrado a partir dos pensamentos de Liza enquanto ela tenta escrever uma carta para Annie em resposta às muitas cartas que Annie lhe enviou. Essa narração ocorre pouco antes das férias de inverno em ambas as faculdades e Liza se vê incapaz de terminar ou enviar a carta em que estava trabalhando. Em vez disso, ela liga para Annie e as duas se reconciliam, decidindo se encontrar antes de voltar para casa nas férias.

## Publicação
O romance foi publicado originalmente em 1982 pela Farrar, Straus & Giroux. Desde então, nunca foi tirado de circulação. No Brasil, a primeira e única edição até o momento é da Hoo Editora.
As edições do livro incluem as seguintes: 
| Ano  | ISBN               | Edição e editora ( Estados Unidos)                         |
| ---- | ------------------ | ---------------------------------------------------------- |
| 2007 | ISBN 0-374-40011-3 | Farrar, Straus e Giroux (BYR), brochura                    |
| 1999 | ISBN 0-8085-8756-0 | Rebound by Sagebrush, encadernação escolar e de biblioteca |
| 1992 | ISBN 0-374-40413-5 | Farrar Straus & Giroux, brochura                           |
| 1988 | ISBN 0-86068-271-4 | Virago Press Ltd, brochura                                 |

| Ano  | ISBN               | Edição e editora ( Brasil) |
| ---- | ------------------ | -------------------------- |
| 2022 | ISBN 9788593911347 | Hoo Editora, brochura      |

### Arte da capa
Mudanças na arte da capa ao longo dos anos refletiram a mudança de atitude em relação aos gays, de acordo com o autor. A ilustração original mostrava Annie, com uma capa preta, e Liza, longe de Annie, na Esplanada do Brooklyn com vista para o porto. Garden comentou que "realmente parece que Annie vai atacar Liza — quase como um vampiro atacando". Embora esta capa nunca tenha sido usada, as capas futuras não conseguiram mostrar as meninas se relacionando, disse Garden. A arte de capa preferida de Garden, que saiu na edição estadunidense de 1992 e foi reutilizada em publicações mais recentes, mostra "as duas meninas realmente se relacionando uma com a outra igualmente", disse Garden.

## Recepção

### Elogios
A American Library Association incluiu o livro na lista de "Melhor dos Melhores Livros para Jovens Adultos". O School Library Journal incluiu o livro em sua lista dos 100 livros mais influentes do século XX. Foi selecionado para a Booklist Reviewer's Choice de 1982, os Melhores Livros da  American Library Association de 1982 e as listas Best of the Best (1970–1983) da ALA. A Young Adult Library Services Association, uma divisão da American Library Association, concedeu a Nancy Garden o Prêmio Margaret A. Edwards pelo Conjunto da Obra por Annie on My Mind em 2003.

### Crítica
O livro está na posição 48 na lista dos 100 Livros Mais Contestados durante o período de 1990 a 2000, de acordo com a American Library Association. Ele ficou em 44º lugar na lista da ALA de 1990 a 1999,  mas deixou de aparecer nas listas de 2000-2009 e 2010-2019.

#### Controvérsia em Kansas City
Em 1993, a organização LGBTQ Project 21 doou Annie on My Mind, junto com All-American Boys, de Frank Mosca, para 42 escolas de ensino médio na região de Kansas City. Como ambos os livros abordavam temas homossexuais, alguns pais se opuseram à disponibilização dos livros para os alunos.
Durante a controvérsia, cópias do livro foram queimadas.
Na época do incidente, a autora Nancy Garden estava em uma conferência de escritores. Quando questionada se havia tido problemas com Annie em My Mind, ela respondeu que não. Logo depois soube do incêndio ao receber um telefonema de Stephen Friedman, que perguntou: "Você sabia que seu livro tinha acabado de ser queimado em Kansas City?".
Garden comentou sobre o incidente:

Queimado! Eu achava que as pessoas não queimavam mais livros. Só nazistas queimam livros.
Em 13 de dezembro de 1993, o superintendente Ron Wimmer, do Distrito Escolar de Olathe (Kansas), ordenou que o livro fosse removido das bibliotecas bibliotecas de ensino médio. Wimmer disse que tomou sua decisão para "evitar controvérsias", como a queima pública de livros ocorrida.
O Distrito Escolar de Olathe recusou-se a aceitar cópias do livro, removendo uma que já estava na sua prateleira há mais de dez anos. Em resposta, a União Americana pelas Liberdades Civis juntou-se a várias famílias e um professor e processou o distrito escolar pela remoção.
Dois anos depois, em setembro de 1995, o caso foi a julgamento. Em novembro de 1995, o Juiz Thomas Van Bebber, do Tribunal Distrital dos EUA, decidiu que, embora um distrito escolar não seja obrigado a comprar nenhum livro, também não pode removê-lo das prateleiras da biblioteca, a menos que seja considerado educacionalmente inadequado. Ele considerou Annie na Minha Mente educacionalmente adequado e chamou sua remoção de uma tentativa inconstitucional de "prescrever o que deve ser ortodoxo na política, no nacionalismo, na religião ou outras questões de opinião".
Em 29 de dezembro de 1999, o distrito escolar anunciou que não recorreria da decisão judicial e devolveu Annie na Minha Mente à estante da biblioteca. Todo o processo custou ao distrito mais de US$ 160.000.
Após a controvérsia do banimento, a autora, Nancy Garden, se tornou porta-voz da liberdade intelectual das crianças enquanto leitoras. Isso lhe rendeu o Prêmio Robert B. Downs de Liberdade Intelectual em 2000.

## Adaptações
Em 1991, como parte da programação da BBC Radio 5 para adolescentes LGBT, a produtora Anne Edyvean dirigiu uma dramatização do romance escrita por Sarah Daniels.